# Мельников, Виктор Николаевич (банкир)
Ви́ктор Никола́евич Ме́льников (род. 10 июля 1944 года, Москва) — советский и российский финансист, в 1998—2013 — заместитель председателя Центрального банка России.

## Биография
Окончил Московское высшее техническое училище им. Н. Э. Баумана (1967), Всесоюзную ордена Дружбы народов академию внешней торговли (1974), доктор экономических наук, профессор.
Во время обучения в училище им. Н. Э. Баумана активно занимался академической греблей. На соревнованиях представлял московский «ЦСКА». В 1968 году Виктор Мельников был включён в состав сборной СССР для участия в Олимпийских играх в Мехико. Личный тренер Мельникова А. Н. Николаев гарантировал, что Виктор завоюет на Играх золотую медаль, однако он занял там лишь 12-е место. Является трёхкратным чемпионом СССР по академической гребле. Мастер спорта международного класса.
- В 1974—1983 — старший экономист, старший научный сотрудник Всесоюзного научно-исследовательского конъюнктурного института министерства внешней торговли СССР.
- В 1983—1988 — заместитель начальника, начальник подотдела сводных экономических расчетов отдела внешней торговли Госплана СССР.
- В 1988—1991 — заведующий сектором, заместитель заведующего отделом, первый заместитель заведующего Сводно-экономическим отделом Государственной внешнеэкономической комиссии Совета министров СССР.
- В 1991—1992 — заведующий Отделом внешнеэкономических связей Кабинета министров СССР.
- В 1992 — начальник инспекции валютного контроля при правительстве России.
- В 1993 — консультант экспертной группы департамента исследований и информации Центрального банка России.
- В 1993—1996 — заместитель директора департамента иностранных операций, начальник Главного управления валютного регулирования и валютного контроля Центрального банка России.
- В 1996 — директор департамента валютного регулирования и валютного контроля Центрального банка России.
- В 1996—1998 — вице-президент акционерного коммерческого банка «Токобанк», член правления этого банка.
- В апреле-сентябре 1998 — заместитель секретаря Совета безопасности России.
- С сентября 1998 по 1 июля 2013 — заместитель председателя Центрального банка России.
- С сентября 2013 — председатель Российско-иранского делового совета.

## Награды
Награждён орденом «За заслуги перед Отечеством» IV степени (2004), орденом Дружбы (2008). Заслуженный экономист Российской Федерации (2002).